# 石桥驿镇
石桥驿镇，是中华人民共和国湖北省荆门市东宝区下辖的一个乡镇级行政单位。

## 行政区划
石桥驿镇下辖以下地区：
盐池社区、石桥驿社区、石桥驿村、红岩村、普坪村、英岩村、新集村、苏冲村、张坪村、白马村、叶冲村、马店村、向桥村、余坪村、彭湾村、杨桥村、廖坪村、五架村、河当村、象河村、灯塔村、雷坪村、永圣村、上泉村、花园村、九里岗村、伍桐村和陶河村。